# Citizendium
 (mars 2024).
Citizendium est un projet encyclopédique créé par Larry Sanger, également à l'origine du projet Wikipédia, faisant appel à des experts pour guider le public dans l'écriture des articles. Le système est fondé sur un wiki et les auteurs sont enregistrés sous leur nom réel. L'expertise concerne la vérification des articles, le but étant d'obtenir une encyclopédie évoluant plus lentement que Wikipédia mais contenant le moins d'erreurs possible.

## Histoire
En 2000, Jimmy Wales et Larry Sanger créent Nupedia, puis lancent en 2001 ce qui sera appelé Wikipédia, les deux sous l'égide de la société Bomis. En février 2002, la bulle Internet ayant éclaté, Bomis licencie Larry Sanger. Il démissionne à la fois de son mandat d'éditeur en chef de Nupedia, qui est dans l'impasse, et de ses fonctions d'organisateur en chef de Wikipédia.

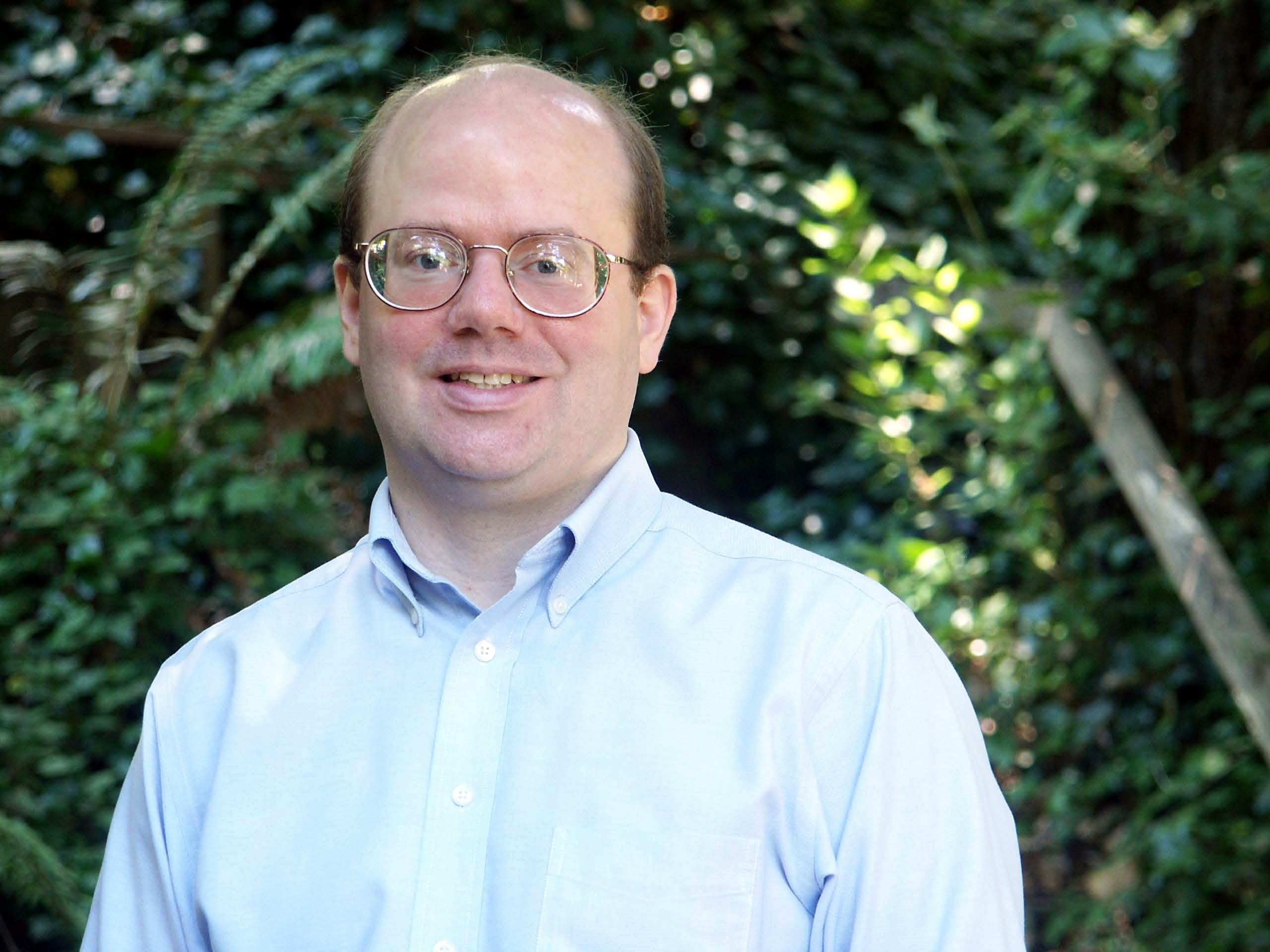
Larry Sanger, initiateur et rédacteur en chef de Citizendium.

L'échec définitif de Nupedia est consommé en 2003 et l'antagonisme entre Wales et Sanger mine progressivement leurs relations. Sanger critique l'encyclopédie en ligne ouverte à tous et souhaite proposer un modèle alternatif,. 
Larry Sanger lance Citizendium le 16 septembre 2006.

## Présentation
Larry Sanger précise que Citizendium ne sera pas une « encyclopédie », mais plutôt un « lieu de travail expérimental ». On peut rapprocher Citizendium du projet initial de Nupedia ou de Scholarpedia, encyclopédies s'appuyant sur un comité de lecture.
Le contenu de Citizendium est sous CC BY-SA 3.0.
Les participants peuvent avoir le statut d’author (auteur) ou d’editor (rédacteur). Les editors ont pour fonction d'approuver le contenu des articles.
Fin février 2009, Citizendium compte plus de 15 000 articles. En septembre 2011, il y a à peu près 16 000 articles, dont un peu plus de 1 000 ont été développés et 156 approuvés.
Bien que Citizendium se définisse volontairement par opposition à Wikipédia, les auteurs de Citizendium peuvent réutiliser le contenu de Wikipédia, à condition de l'améliorer. Cela provoque la cohabitation de deux licences sur Citizendium : GFDL 1.2 pour les articles issus de Wikipédia, CC pour les articles entièrement écrits sur Citizendium.